# Championnats du monde d'escrime 1938
Navigation
Édition précédente Édition suivante
Les deuxièmes championnats du monde d'escrime se déroulent en juin ou juillet 1938 à Piešťany, en Tchécoslovaquie. Dans le climat international de l'avant-guerre, quelques semaines avant l'annexion des Sudètes par l'Allemagne, plusieurs nations d'Europe centrale font le choix de déclarer forfait à la dernière minute. Le Reich allemand mène le boycott. La Hongrie et la Pologne (qui se partageront des territoires lors du démembrement de la Tchécoslovaquie), l'Autriche (annexée par l'Allemagne) et le Danemark sont également au nombre des absents sans qu'il soit possible de déterminer précisément, pour chacune de ces nations, les motivations de leur retrait. Le Royaume-Uni n'est pas non plus représenté. 
Pour les pays démocratiques (France), neutres (Belgique, Pays-Bas, Suède et Yougoslavie) ou encore opposés à l'Allemagne (Roumanie), ces championnats sont au contraire l'occasion de manifester leur sympathie pour le seul État démocratique d'Europe centrale. En plus de ces sept pays, les États-Unis sont représentés par un escrimeur. L'Italie fasciste ne se montre pas solidaire du boycott allemand et une délégation italienne complète participe à ces championnats. Ce sont donc neuf pays en tout qui se disputent les titres et médailles.
En raison des forfaits, plusieurs nations tirent leur épingle du jeu. L'Italie récupère, au sabre, des médailles qui semblaient promises aux Hongrois. La Tchécoslovaquie triomphe au fleuret féminin, en l'absence d'Helene Mayer, Ilona Elek et Ellen Preis, les trois meilleures fleurettistes de l'époque. Au fleuret féminin, seules neuf candidates (six tchécoslovaques, deux françaises et une belge) disputent l'individuel. Faute de participantes, l'épreuve par équipes est donc annulée. Ces championnats sont les derniers avant la Seconde Guerre mondiale. Les championnats du monde reprennent en 1947.

## Tableau des médailles
| Rang  | Nation          | Or | Argent | Bronze | Total |
| ----- | --------------- | -- | ------ | ------ | ----- |
| 1     | Italie          | 4  | 3      | 2      | 9     |
| 2     | France          | 2  | 2      | 2      | 6     |
| 3     | Tchécoslovaquie | 1  | 1      | 1      | 3     |
| 4     | Suède           | 0  | 1      | 0      | 1     |
| 5     | Belgique        | 0  | 0      | 1      | 1     |
| .     | Pays-Bas        | 0  | 0      | 1      | 1     |
| TOTAL | TOTAL           | 7  | 7      | 7      | 21    |

## Référence
- DUCHAUSSOY, Roger. Les championnats du monde. L'escrime et le tir. Juillet 1938. no 179. P. 1-6.